# Kate OS
Kate OS este o distribuție de Linux bazată pe Slackware.

## Legături externe
- Site oficial
- KateOS la DistroWatch